# Kerry-Leigh Morrison
Pour les articles homonymes, voir Morrison.
Kerry-Leigh Morrison, née en 2003, est une plongeuse sud-africaine.

## Biographie
Kerry-Leigh Morrison remporte la médaille de bronze en tremplin synchronisé mixte à 3 mètres avec Grace Brammer lors des Championnats d'Afrique de plongeon 2019 à Durban.